# Глинский, Геннадий Фёдорович
Глинский Геннадий Фёдорович (род. 10 сентября 1944, Химки, Московская область) — советский и российский электрофизик, специалист в области электродинамики, квантовой механики, квантовой теории поля, физики полупроводников, физики наноструктур. Доктор физико-математических наук (1996), профессор (1998).

## Биография
Окончил ЛЭТИ по специальности «Диэлектрики и полупроводники» (1969).
С 1969 года работает на кафедре диэлектриков и полупроводников ЛЭТИ (теперь кафедра микро- и наноэлектроники).

## Научная деятельность

### Научные интересы
Электродинамика движущихся сред, нелинейные поля в вакууме и геометрия пространства-времени, квантовая теория поля, физика полупроводников, теория экситонов и поляритонов, методы теории групп в квантовой механике и физике твёрдого тела. В последние годы — расчёт энергетических состояний носителей зарядов в полупроводниковых квантово-размерных структурах (квантовые ямы, нити, точки и сверхрешётки), расчёт зонной структуры фотонных кристаллов. Читает лекции, ведёт практические и лабораторные работы по курсам «Физика твёрдого тела», «Физика полупроводников», «Оптика полупроводников», «Физика наносистем».

### Основные научные результаты
- предсказано влияние нелинейных электромагнитных полей в вакууме на геометрию пространства-времени;
- развита релятивистская электродинамика движущихся анизотропных сред. Определены необходимые и достаточные условия отсутствия в них двулучепреломления света. В рамках общей теории относительности строго доказано отсутствие двулучепреломления света в гравитационном поле;
- построена теория малых колебаний произвольно искривлённых мембран и минимальных поверхностей;
- в рамках функциональных методов квантовой теории поля развита микроскопическая теория экситонных и экситон-фононных поляритонов в кристаллах;
- методом инвариантов построены эффективные kp-гамильтонианы для гетероструктур на основе прямозонных полупроводников А3В5;
- показано, что в приближении эффективной массы точное уравнение Шрёдингера для электронов и дырок в полупроводниковых гетероструктурах представляет собой систему однородных алгебраических уравнений. В этих уравнениях узлы решётки Браве выступают в роли естественных дискретных переменных, необходимых для описания эффективных гамильтонианов и огибающих волновых функций;
- построена теория фотонных кристаллов на основе сред с произвольной анизотропией и гиротропией диэлектрической и магнитной проницаемостей.

#### Научные труды
Автор более 100 научных статей и двух монографий: Г. Ф. Глинский. Полупроводники и полупроводниковые наноструктуры: симметрия и электронные состояния. СПб: Изд-во «Технолит», 2008. 324 с. ISBN 5-7629-0933-6; Г. Ф. Глинский. Методы теории групп в квантовой механике. СПб: Изд-во СПбГЭТУ «ЛЭТИ», 2012. 200 с. ISBN 978-5-7629-1239-6.

#### Статьи
- Г. Ф. Глинский. К вопросу о метрике в нелинейной теории скалярного поля. Изв. вузов — Физика, № 6, с. 52 (1978).
- Г. Ф. Глинский. Двулучепреломление в движущихся анизотропных средах. Изв. вузов — Радиофизика, т. 21, № 10, с. 1498 (1978).
- Г. Ф. Глинский. Нелинейная электродинамика и анизотропное пространство-время. Изв. вузов — Физика, № 4, с. 52 (1980).
- Г. Ф. Глинский. Уравнение лучевой поверхности и принцип Ферма в движущихся анизотропных средах. Изв. вузов — Радиофизика, т. 23, № 1, с. 90 (1980).
- Г. Ф. Глинский. К теории малых колебаний произвольно искривлённых мембран. ЖТФ, т. 70, № 1, с. 10 (2000).
- Г. Ф. Глинский, З. Койнов. Функциональная формулировка микроскопической теории экситонных поляритонов. ТМФ, т. 70, № 3, с. 358 (1987).
- Z. G. Koinov, G. F. Glinskii. A new approach to the theory of polaritons in semiconductors at finite temperatures: local-field effects and crystal optics approximation. J. Phys. A: Math. Gen., v. 21, p. 3431 (1988).
- G. F. Glinski, Z. G. Koinov. Polariton theory of light propagation in crystals. I. Connection between the microscopic theory of exciton-phonon polaritons and Maxwell equations. Phys. St. Sol. (b), v. 155, p. 501 (1989).
- Z. G. Koinov, G. F. Glinskii. Polariton theory of light propagation in crystals. II. Crystal optics approximation. Phys. St. Sol. (b), v. 155, p. 513 (1989).
- Г. Ф. Глинский, М. С. Миронова. Эффективные гамильтонианы для гетероструктур на основе прямозонных полупроводников А3В5. Кр-теория возмущений и метод инвариантов. ФТП, т. 48, № 10, с. 1359 (2014).
- Г. Ф. Глинский. Фотонные кристаллы на основе сред с произвольной анизотропией диэлектрической и магнитной проницаемостей. ЖТФ, т. 89, № 3, с. 329 (2019).